# نور بيسان
نور بيسان هو لاعب كرة قدم إسرائيلي في مركز الهجوم، ولد في 17 يناير 1995 في جولس في إسرائيل. لعب مع مكابي نتانيا.